# Semidalis palmensis
Semidalis palmensis is een insect uit de familie van de dwerggaasvliegen (Coniopterygidae), die tot de orde netvleugeligen (Neuroptera) behoort. 
De wetenschappelijke naam Semidalis palmensis is voor het eerst geldig gepubliceerd door Klingstedt in 1936.